# (16908) Groeselenberg
(16908) Groeselenberg est un astéroïde de la ceinture principale.

## Description
(16908) Groeselenberg est un astéroïde de la ceinture principale. Il fut découvert le 17 février 1998 à Uccle par Eric Walter Elst et Thierry Pauwels. Il présente une orbite caractérisée par un demi-grand axe de 2,38 UA, une excentricité de 0,24 et une inclinaison de 6,6° par rapport à l'écliptique.

## Compléments